# Kasai-Occidental
Kasai-Occidental (Kasai Tây) là một tỉnh của Cộng hòa Dân chủ Congo. Thủ phủ tỉnh đóng tại Kananga, thành phố lớn nhất tỉnh. Kasai-Occidental giáp tỉnh Bandundu về phía tây, Équateur ở phía bắc, Kasai-Oriental về phía đông, và Katanga ở phía đông nam. Phía nam giáp tỉnh Lunda Norte của Angola. Tỉnh này được lấy tên từ sông Kasai, chảy qua huyện Kasai từ nam đến bắc.
Tiếng Pháp là ngôn ngữ chính thức. Tiếng Luba-Kasai được nói khoảng 6,3 triệu người trong khu vực Kasai sử dụng và là một trong bốn ngôn ngữ quốc gia của nước Cộng hòa Dân chủ Congo.

## Phân chia hành chính
Tỉnh được chia thành các huyện Kasai và huyện Lulua, với trụ sở chính của họ tại các thị xã Luebo và Tshimbulu. 
Các thành phố, thị xã trên 20.000 dân
| Tên             | Dân số năm 2010 | Coordinates                     |
| --------------- | --------------- | ------------------------------- |
| Dekese          | 3.241           | 3°27′N 21°24′Đ / 3,45°N 21,4°Đ  |
| Demba           | 21,019          | 5°31′N 22°16′Đ / 5,51°N 22,26°Đ |
| Dibaya          | 3.857           | 6°31′N 22°52′Đ / 6,51°N 22,87°Đ |
| Dimbelenge      | 3.815           | 5°33′N 23°07′Đ / 5,55°N 23,12°Đ |
| Ilebo           | 72.059          | 4°19′N 20°37′Đ / 4,32°N 20,61°Đ |
| Kabeya-Kamwanga | 30.027          | 6°16′N 22°38′Đ / 6,27°N 22,63°Đ |
| Kananga         | 967.007         | 5°53′N 22°24′Đ / 5,89°N 22,4°Đ  |
| Kazumba         | 4.109           | 6°25′N 22°02′Đ / 6,42°N 22,03°Đ |
| Luebo           | 29.167          | 5°21′N 21°25′Đ / 5,35°N 21,41°Đ |
| Luiza           | 15.259          | 7°12′N 22°25′Đ / 7,2°N 22,42°Đ  |
| Mankanza        | 18.134          | 7°24′N 22°40′Đ / 7,4°N 22,67°Đ  |
| Mweka           | 55.155          | 4°50′N 21°34′Đ / 4,84°N 21,57°Đ |
| Tshikapa        | 524.293         | 6°25′N 20°46′Đ / 6,41°N 20,77°Đ |
| Tshimbulu       | 19.384          | 6°29′N 22°51′Đ / 6,48°N 22,85°Đ |